# 東明館中学校・高等学校
東明館中学校・高等学校（とうめいかんちゅうがっこう・こうとうがっこう）は、佐賀県三養基郡基山町大字宮浦にある私立中学校・高等学校(中高一貫校)。設立母体は学校法人東明館学園。

## 学校名の由来
東明館の校名は、対馬藩田代領の藩校「東明館」を由来としている。寛政4年（1792年）、当時の対馬藩主宗義功が、朱子学を官学とする幕府の政策にならって、鳥栖に稽古所を開いた。のちの寛政12年（1800年）に「東明館」の名が冠され、文芸・武事をともに修める文武館となっていった。豊後日田の儒学者であった広瀬淡窓が東明館へ招かれたのは文政12年（1829年）である。淡窓は塾生自ら学び考え、疑問点を教師に質問するという、それぞれの個性を伸ばす教育法で豊かな情操教育が行われた。この東明館の理念を現代に継承すべく、1988年、現在の東明館が開学した。遠方の子弟に門戸を開くための寮制度や、「学問は終生の業であり、自己の長所をもって時代に適応した社会有用の実践的人物を育成する」という淡窓が確立した教育理念は、いまもなお大切に引き継がれている。

## 年表
- 1985年（昭和60年）- 東明館中学校高等学校設立準備委員会発足
- 1986年（昭和61年）- 財団法人学校法人東明館学園設立準備財団の設立認可
- 1986年（昭和61年）- 佐賀県基山町宮浦683番地において起工式挙行
- 1987年（昭和62年）- 学校法人東明館学園東明館中学校高等学校設置について、佐賀県知事から認可
- 1988年（昭和63年）- 開校式及び第１回中学校高等学校入学式挙行
- 1988年（昭和63年）- 開校記念式典及び落成式挙行
- 1997年（平成 9年）- 創立10周年記念式典挙行
- 2007年（平成19年）- 創立20周年記念式典挙行
- 2014年（平成26年）- 学校法人立命館との教学連携をスタート
- 2018年（平成30年）- 創立30周記念式典挙行予定（9月23日(日)）
- 2019年（令和元年）- 札幌新陽高等学校校長の荒井優（衆議院議員・荒井聰の息子）が理事長に就任
- 2021年（令和  3年）- 第103回全国高等学校野球選手権大会 初出場（初戦敗退）[1]

## 校訓
- 好学愛知　自律自啓[2]

## 歴代校長
- 山田卯典
- 西山彰
- 太田進
- 上野康男
- 執行昭男
- 北島龍雄
- 鐘江茂光
- 森太
- 西村隆司
- 小畠敏夫
- 花上徳明(初芝立命館中学校•高等学校校長、立命館中学校・高等学校元副校長、立命館小学校元副校長)

## 寮生活
- 寮監、寮母の親密な健康管理と生活指導のもと、十分な学習時間を確保。
- 疑問点については、学習指導寮監や教師が個別指導を行い、自己の目標を確実に達成するよう支援。
- 東明寮（男子寮）
- 紫苑寮（女子寮）

## 特色
- 中高一貫教育システム

中高の教育内容の重複を整理し、「予備期」「基礎期」「伸長期」「充実期」と、4つのタームで段階的に学力を育成。きめ細やかな教育カリキュラムで生徒一人ひとりの志望進路実現を目指す。また、教育の柱となっている「個性の重視」「英才教育」「東明館キャリアガイダンス」を充実発展させるため、中学1年次よりメディカル・リーダークラスとジェネラル・リーダークラスを設置。平成27年度からは、高校からの【特別理数クラス】を設け、医歯薬系大学現役合格に向けた対策を強化。
- 平成27年度文部科学省のスーパーグローバルハイスクール事業で「SGHアソシエイﾄ」に選定された。
- 平成28年度から3学期制。
- 近年では野球部に力を入れており推薦制度を創設し、2021年、第103回全国高等学校野球選手権佐賀大会で初優勝を成し遂げた。

## 著名な卒業生
- 加藤晴空 - プロ野球選手
- 原泰久 - 漫画家
- 武広勇平 - 上峰町長
- 山田稔明 - バンドGOMES THE HITMANのボーカル 、シンガーソングライター、作家
- 桑原海人 - サッカー選手
- 井田勝也 - 東海ラジオアナウンサー